# Cavall de Przewalski
El cavall de Przewalski, cavall salvatge mongol o  Takhi és una subespècie de cavall salvatge, tot i que alguns autors suggereixen elevar-lo a la categoria d'espècie, (Equus ferus przewalskii), que és el parent vivent més proper als cavalls domèstics. En el passat va quedar extint en estat salvatge però a la dècada del 2000 els esforços de conservació van permetre alliberar-ne una població salvatge d'uns 200 individus. És l'única subespècie salvatge de cavall (no assilvestrada a partir d'animals domèstics, com els mustangs) que hi ha en l'actualitat. Gairebé s'extingí a mitjans del segle xx, però fou salvat de la desaparició per alguns naturalistes. El seu estat actual és crític, reduït a uns pocs ramats que viuen al Parc Nacional Hustai del sud-oest de Mongòlia i diversos exemplars més en parcs zoològics d'altres països. La població total és d'uns 1.000 individus a tot el món.

## Descripció
Aquest cavall es diferencia de la major part dels seus congèneres domèstics per l'estructura del seu crani en el qual el morro és convex a diferència de la majoria de les races domèstiques que és còncau. És de mida petita, potes proporcionalment més curtes, estructura massissa, cua llarga i cap més gran comparat amb la resta del cos. El pèl és curt però fort, de color groguenc a marró fosc, sent blanc en el musell i més fosc o negre a les crineres (sempre erectes) i a la cua. La grandària típica és de 2,1 metres de llarg i uns 350 quilos de pes en estat adult.
Els cavalls de Przewalski són animals socials que viuen en bandades de mida variable dirigides per un mascle dominant o semental, i la resta dels integrants són femelles amb cries de menys de 2 anys. Quan superen aquesta edat, abandonen el grup: els mascles tractaran de fer-se la seva pròpia manada o intentaran arrabassar-li a un altre, mentre que les femelles s'integraran en altres grups diferents, garantint així l'intercanvi genètic. Com qualsevol altre cavall, aquests animals s'alimenten sobretot d'herbes. Els seus principals depredadors són els llops.

## Posició taxonòmica
El cavall de Przewalski ha estat denominat per uns Equus caballus przewalskii, el que suposa considerar-lo una subespècie del cavall domèstic (Equus caballus), mentre que altres l'anomenaven Equus ferus przewalskiii el consideren, per tant, una subespècie del tarpan (Equus ferus). Aquesta dicotomia s'ha resolt en considerar els cavalls domèstics i els tarpans integrants d'una sola espècie, i segons la Comissió Internacional de Nomenclatura Zoològica l'espècie ha de ser anomenada Equus ferus, ja que en el 2003 es va acceptar una excepció al principi de prioritat perquè prevalguin els noms científics de les varietats salvatges davant de les domèstiques en una resolució coneguda com a Opinió 2027. Per això el nom per al cavall de Przewalski queda com Equus ferus przewalskii.
Encara que els cavalls de Przewalski poden hibridar amb els cavalls domèstics i produir descendència fèrtil, mostrant la gran similitud entre ambdós, l'existència de 66 cromosomes en els Przewalski els identifica, sent més diferents dels cavalls domèstics (64 cromosomes) que qualsevol de les seves races entre si. L'ADN mitocondrial ha demostrat que el cavall de Przewalski no és l'avantpassat dels moderns cavalls domèstics. Els cavalls també mostren diverses diferències consistents en la seva aparença, com la crinera curta i erecta, el floc de pèl que cau sobre el front dels cavalls domèstics està pràcticament absent als Przewalski, la part superior de la cua té pèls curts, una banda fosca que recorre el llom des de la crinera fins a la base de la cua i, de vegades, línies fosques en la part baixa de les potes.

## Història

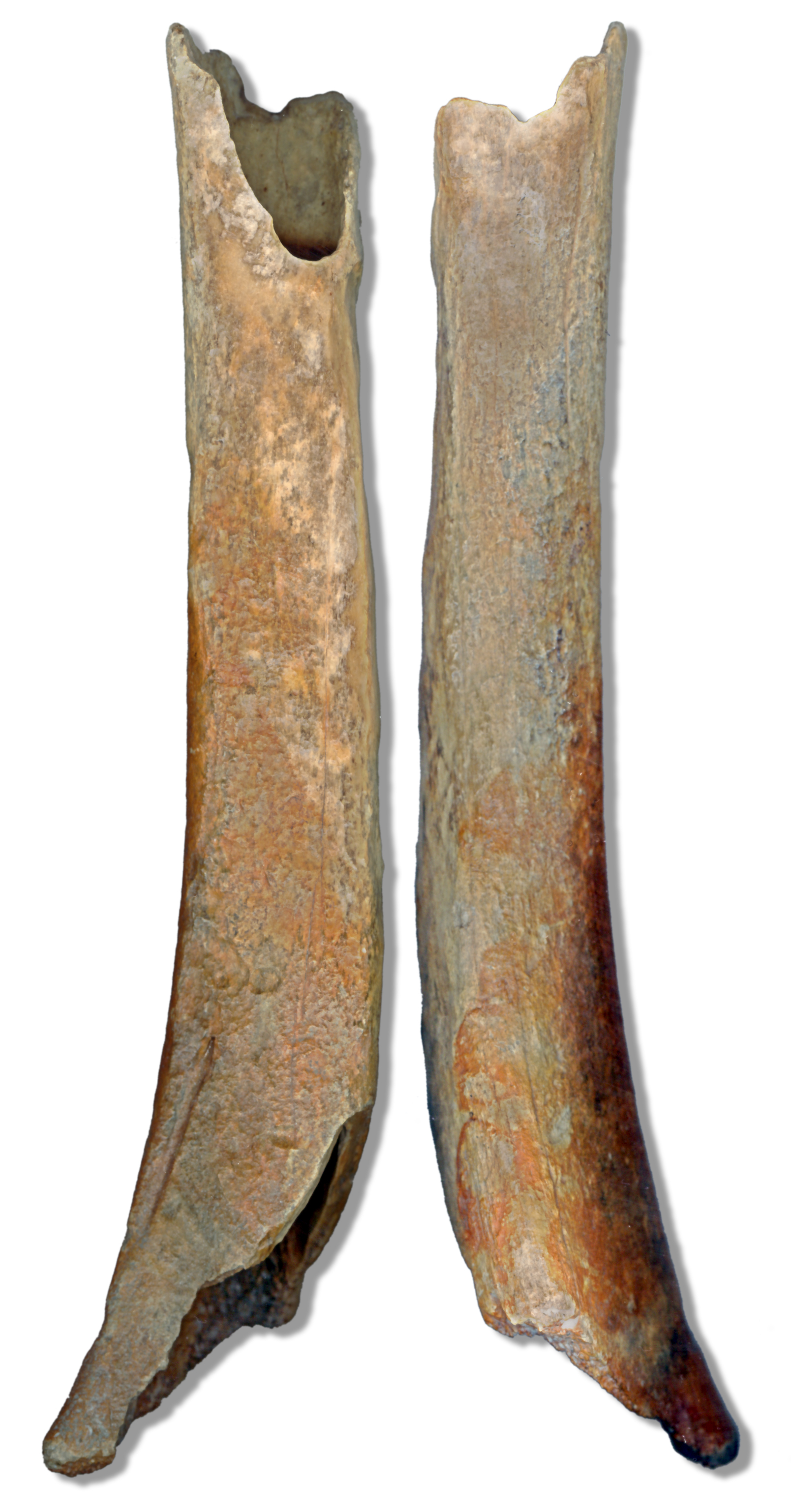
Dos costats dels ossos de la pota d'un cavall de Przewalski del Plistocè procedents de Worms (Alemanya)

Durant el Plistocè, aquesta subespècie estava difosa per gran part d'Àsia, mentre que a Europa en vivia una altra de molt similar, el tarpan (Equus ferus ferus), que s'extingí al segle xix. Existeixen nombroses representacions d'aquesta subespècie a l'art paleolític que trobem en coves, abrics i l'aire lliure en països com Portugal, França o Espanya. Declinà per la substitució de bona part de les estepes asiàtiques per boscos i deserts a principis de l'Holocè. Es creu que aquest animal fou domesticat per primera vegada en les praderies de l'Àsia central cap al 3000 aC, originant diverses subespècies de cavalls domèstics asiàtics. La més propera al cavall de Przewalskii és el cavall mongol, que gràcies al seu estat de semillibertat tradicional s'ha creuat amb ell fins a temps molt recents. No obstant això, al llarg dels segles la població salvatge es va anar reduint a causa fonamentalment de la caça i la competència dels animals domèstics per les pastures.
La subespècie fou descoberta el 1879 pel general rus d'origen polonès Nikolai Przewalski (1839-1888), explorador i naturalista aficionat (Przewalski de vegades és escrit Prjevalski segons la pronúncia russa). En el seu honor es va batejar a aquest cavall inicialment com a espècie nova el 1881,Equus przewalskii, encara que aviat es va veure que era una simple subespècie del cavall domèstic, Equus caballus. El 1900 es va posar en marxa una gran expedició per capturar exemplars vius i portar-los a diferents zoològics d'Europa. En aquesta època encara es trobava en diverses zones de l'est del Kazakhstan, Mongòlia i nord-oest de la Xina, però en les dècades següents va declinar fortament a causa de la persecució humana. El 1967 uns pastors mongols veieren l'última rajada salvatge, d'uns 12 o 15 exemplars, i el 1969 es va veure un exemplar viu en les estepes de Mongòlia per última vegada.
Vuit anys després es va crear la "Fundació per a la Preservació i protecció del Cavall de Przewalski", que va iniciar un programa per estimular l'intercanvi d'animals entre els zoològics i augmentar així la seva escassa variabilitat genètica. El 1992 es van reintroduir 12 exemplars al sud-oest de Mongòlia que es van adaptar i reproduir a la perfecció, en una zona que el 1998 es va convertir en el Parc Nacional Hustai. Els anys 1998 i 1999, uns trenta exemplars van ser alliberats a la Zona d'Exclusió de Txernòbil per tal que servissin per a controlar l'expansió del bosc cap a antigues zones de cultiu. El 2019, la població ha crescut fins a uns 150 cavalls de Przewalski que viuen a la zona.

### En la literatura
Per declaracions de la mateixa Jean Marie Auel, aquesta espècie fou la inspiració que va prendre l'autora per caracteritzar el personatge Whinneyen la saga Els fills de la terra, un cavall salvatge domat per la protagonista, Ayla.